# Lulsundet
Lulsundet är en stadsdel i Luleå. Stadsdelen, som framför allt utgörs av småhusbebyggelse, har 978 invånare (2013), varav 533 är män och 465 är kvinnor. Medelåldern är 40 år. I området finns ett stöd- och äldreboende och två bilverkstäder. Området trafikeras av Luleå lokaltrafiks bussar, som passerar Björkskatan och Centrum (linje 2 och 3). Strax öster om Lulsundet ligger friluftsområdet Ormberget.

## Historik
Lulsundet har fått sitt namn av det sund som har utvecklats till Lulsundskanalen. Stadsdelen ligger på mark som har tillhört Luleå stad sedan 1600-talet, den så kallade Stadshertsön. Lulsundets äldsta bebyggelse är från tidigt 1900-tal, men huvuddelen av stadsdelen byggdes efter en stadsplan från 1958. Bebyggelsen gick hela vägen fram till kommungränsen mot Nederluleå, som därför fortfarande är tydligt avläsbar. 1966 fick Bensbyvägen en ny sträckning söder om stadsdelen. Den tidigare sträckningen fick namnet Truppvägen.
Mellan 1950-talet och 1970-talet kallades Lulsundet för Björkskatan, efter ett antal gårdar strax norr om kommungränsen. Detta namn överfördes senare till det nuvarande Björkskatan.

## Närliggande områden
- Bergviken
- Björkskatan
- Kronan, Luleå
- Skurholmen